# Palazzo Giovanni Agostino Balbi

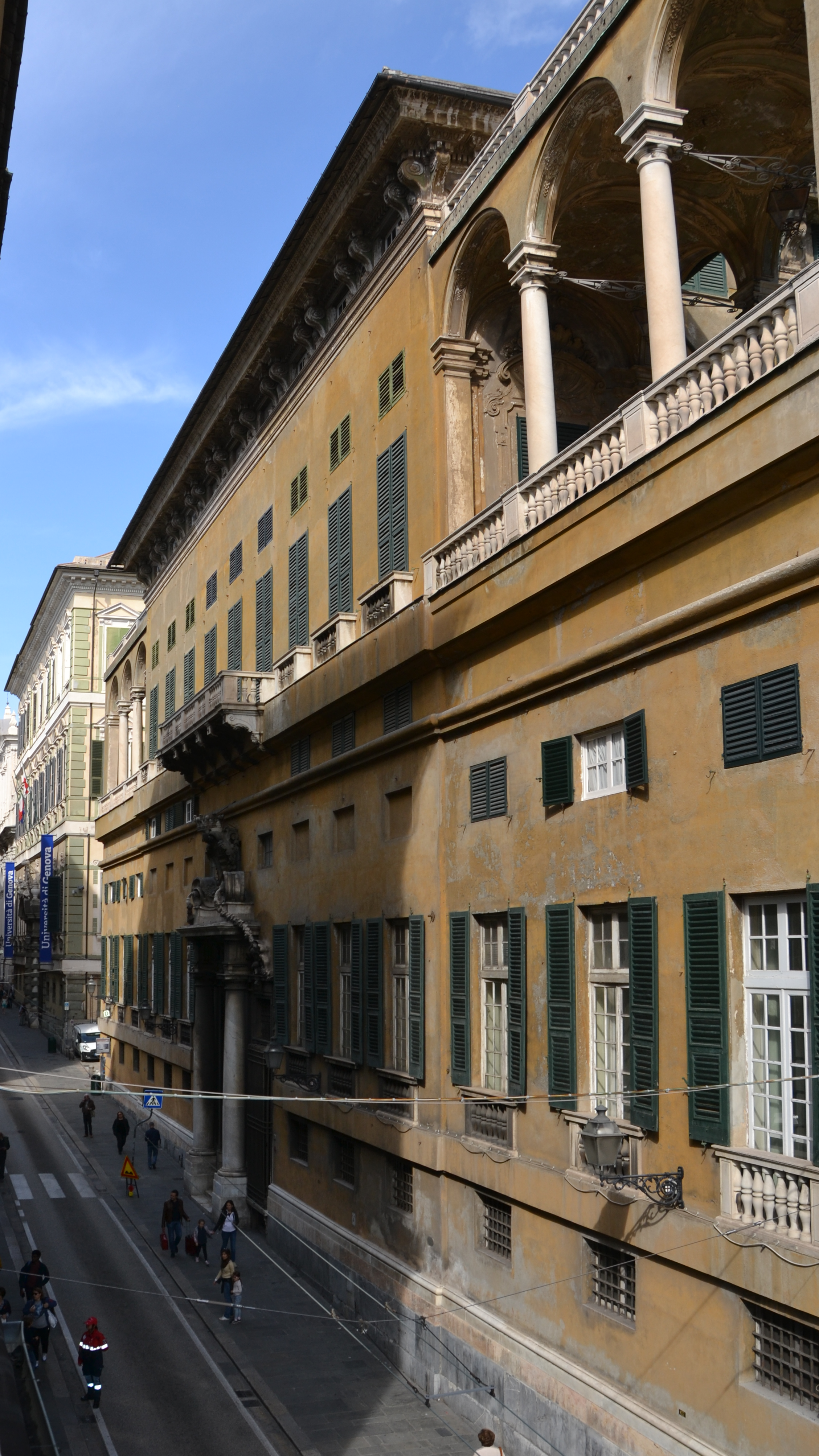
Fassade zur Via Balbi

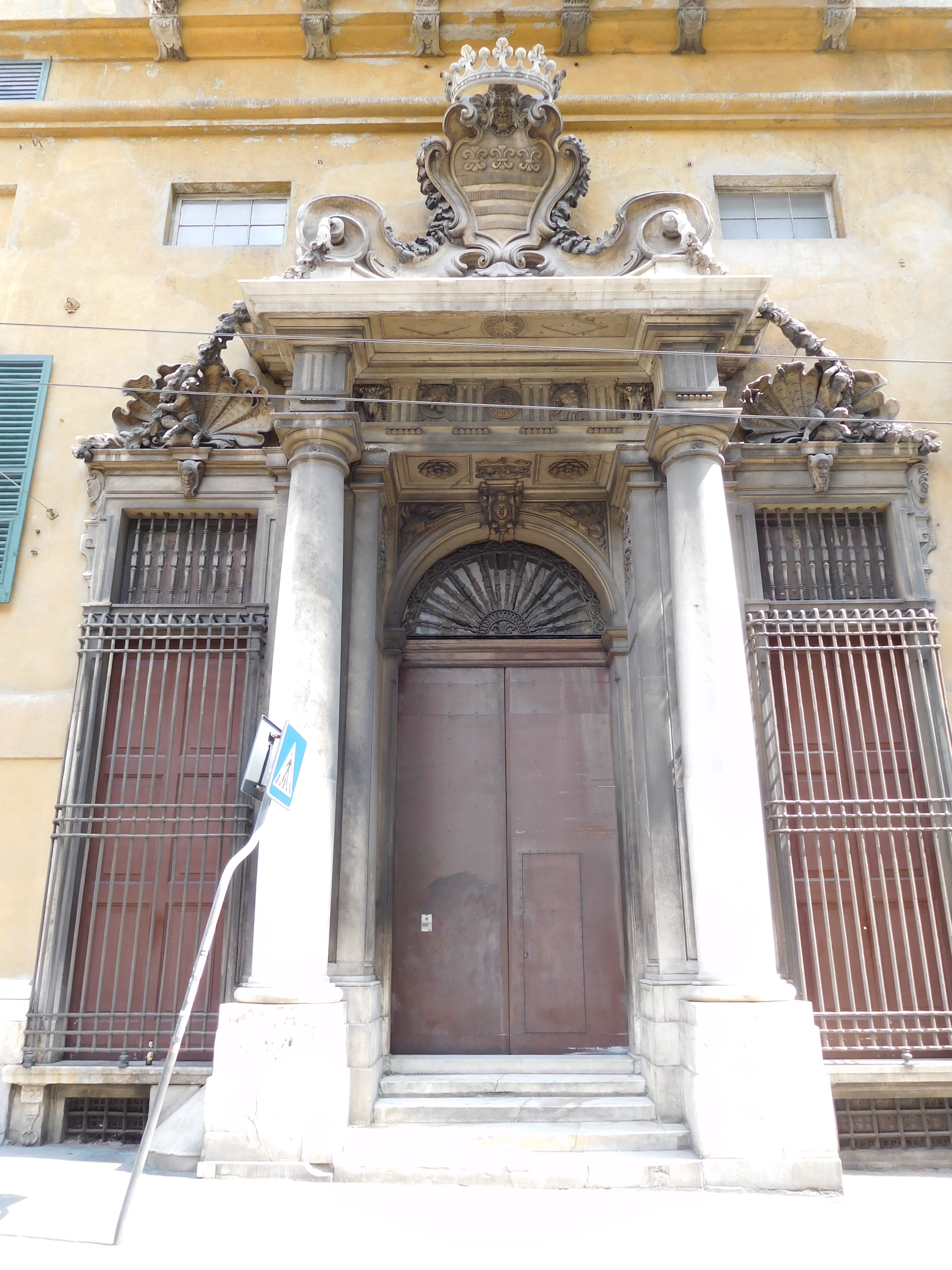
Hauptportal

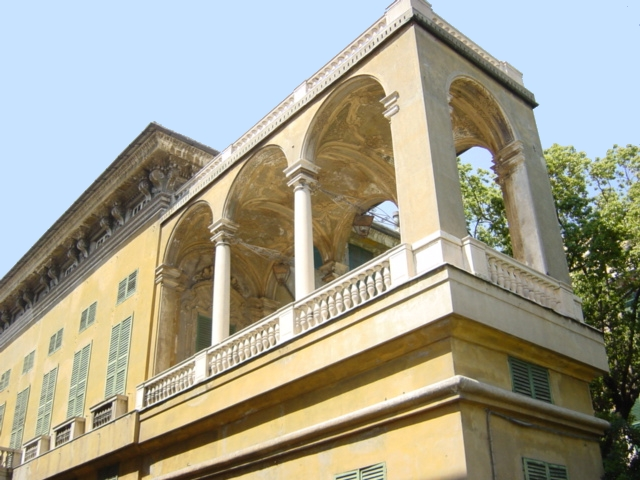
Seitliche Loggia

Der Palazzo Giovanni Agostino Balbi ist ein Stadtpalast in Genua, der Teil des Welterbes der UNESCO „Genoa: Le Strade Nuove and the system of the Palazzi dei Rolli“ (deutsch: Genua: Le Strade Nuove und die Palazzi dei Rolli) ist. Das Gebäude liegt an der Via Balbi 1.

## Geografische Lage
Der Palazzo markiert den Beginn der monumentalen Strada dei Balbi, die heute die Achse zwischen der Piazza della Nunziata, der Piazza Acquaverde und damit dem Hauptbahnhof von Genua, der Stazione di Genova Piazza Principe, bildet.
Das Baugelände lag an einem im rückwärtigen Bereich aufsteigenden Hang. Links und rechts befanden sich die Kirchen San Francesco Saverio und die Basilica della Santissima Annunziata del Vastato.

## Geschichte
Der Palazzo wurde 1618 von Giovanni Agostino Balbi in Auftrag gegeben. Architekt war Bartolomeo Bianco. Es gelang ihm, den vom Bauherrn gewünschten, traditionellen U-förmigen Grundriss auf dem dreieckigen Baugrundstück umzusetzen. Sowohl der Bauherr als auch der Architekt starben noch vor Fertigstellung und es traten finanzielle Probleme auf. So wurde der Palast erst nach längerer Zeit von der Tochter des ursprünglichen Bauherren, Ottavia Balbi, fertiggestellt.
Als einer der Palazzi dei Rolli war er – bedingt durch seine späte Bauzeit – nur im Rollo von 1664 eingetragen. Nach der Klassifizierung der Rolli, den „bussoli“, zählte er dort zur Klasse eins (zu den Einzelheiten dieser Eintragungen vergleiche hier). Das Gebäude ist auch in dem Werk von Peter Paul Rubens von 1622 über die Genueser Stadtpaläste dokumentiert.
Finanzielle Probleme zwangen Bartolomeo Balbi, einen Teil des Palastes an Giuseppe Maria Durazzo zu vermieten und ihn 1709 zu verkaufen. 1774 beauftragte Marcello Durazzo den Architekten Andrea Tagliafichi, Atrium und Treppe neu zu gestalten. In den folgenden Generationen gelangte der Stadtpalast in die Hände der Familie Negrotto-Cambiaso und gehört heute der Familie Cattaneo-Adorno.

## Gebäude
Der Grundriss des Gebäudes ist sehr großzügig, was in Genua eher selten ist. Im Osten und Westen der Hauptfassade und ebenso an der Rückfront ist das obere Stockwerk jeweils als Loggia ausgebildet. Die Fassade zeichnet sich durch eine strenge Gestaltung aus, Verzierungen fehlen fast völlig. Ausnahme ist das Portal, das von dem in barocken Formen pompös gefassten Wappen der Durazzo bekrönt wird.
Das Piano nobile weist zwei Apartments auf. Die Salons, die den Innenhof umgeben, wurden ab 1735 von Jacopo Antonio Boni (Maddalena- und Gelber Saal), Giuseppe Davolio (Achilles-Salon), Paolo Gerolamo Piola und Francesco Maria Costa (Reni-Saal und Van Dyck-Saal) mit Fresken ausgestaltet. Die Modernisierung der Anlage im Stil des Klassizismus durch Andrea Tagliafichi ab 1774 zeichnet sich durch den Respekt vor dem Bestand aus. Er erhielt viele der ursprünglichen Strukturen. Die größte Veränderung betraf die Treppe und die nun hier aufgestellten Säulen. Tagliafichi gestaltete weiter die Korridore im Piano nobile und die Spiegelgalerie neu. Die Innenausstattung und die Bildergalerien sind über die Jahrhunderte intakt geblieben. Die mobile Ausstattung vieler Genueser Paläste und die dort gesammelten Kunstschätze wurden ab dem Ende des 19. Jahrhunderts verkauft und gelangten in Museen in aller Welt. Anders hier: Das architektonische Ensemble und seine historische Möblierung sind vollständig erhalten, ebenso wie die ursprüngliche Gemäldesammlung. Dieses Ensemble ist unter den Genueser Palazzi einmalig und stellt so ein außerordentlich wertvolles historisches Zeugnis für einen Genueser Adelssitz des 17. und 18. Jahrhunderts dar.

## Sammlung
Die heutige Gemäldesammlung – eine der bedeutendsten Italiens – ist das Ergebnis des Zusammenschlusses der Sammlungen von Durazzo und Pallavicini zu Beginn des 19. Jahrhunderts. Letztere Sammlung wiederum entstand aus dem Zusammenschluss von Teilen älterer Sammlungen aus den Familien Centurione und Grimaldi. Sie umfasst Werke der großen Meister des 16. bis 18. Jahrhunderts: Tizian, Jan Brueghel der Ältere, Carracci, Domenichino, Anthonis van Dyck, Giovanni Benedetto Castiglione, Giordano, Giovanni Francesco Barbieri, genannt Guercino, Alessandro Magnasco, Giovanni Maria delle Piane, genannt il Mulinaretto, Procaccini, Guido Reni, Jusepe de Ribera, Peter Paul Rubens oder Bernardo Strozzi. Beginnend mit Marcello Durazzo waren seine Erben und Nachkommen anspruchsvolle Sammler, erwarben Gemälde, Skulpturen, Möbel, Silber, Keramik und Stoffe. Deren Präsentation erfolgte im Rahmen der Dekoration der Repräsentationsräume, bei dem alle Objekte an geeigneten Stellen platziert wurden. Die Themen der Gemälde waren oft auf die (wandfesten) Fresken, mit denen ein Raum gestaltet war, abgestimmt. Die Sammlung umfasst weiter ein großes Archiv mit zahlreichen Nachlässen, eine Bibliothek und eine Handschriftensammlung. Letztere wurde in den Palazzo Durazzo Pallavicini di Luccoli verlegt.

## Bei Rubens
|  |  |  |